# 856 Backlunda
856 Backlunda è un asteroide della fascia principale. Scoperto nel 1916, presenta un'orbita caratterizzata da un semiasse maggiore pari a 2,4359587 au e da un'eccentricità di 0,1189222, inclinata di 14,32053° rispetto all'eclittica.
L'asteroide è dedicato all'astronomo svedese Oskar Backlund. Inizialmente, come altri asteroidi scoperti all'osservatorio di Simeiz durante la prima guerra mondiale, non poté essere comunicato subito all'Istituto Rechen dell'Università di Heidelberg e fu quindi identificato per alcuni anni con una sigla contenente Σ, la lettera sigma dell'alfabeto greco.